# 格哈德·羅斯巴赫
格哈德·罗斯巴赫（Gerhard Roßbach，1893年2月28日—1967年8月30日）是一位德國自由軍團领袖。1920年代初，罗斯巴赫曾因密谋推翻政府而被捕。罗斯巴赫亦曾加入过纳粹党，担任希特勒的驻柏林代表。他参加过1923年啤酒館政變。政变失败后，他逃到维也纳。1924年2月，他在维也纳被捕，但获准继续留在奥地利境内。希特勒后来找他帮忙组织冲锋队活动。后来罗斯巴赫与希特勒决裂，长刀之夜期间来罗斯巴赫被捕，但没有被杀。第二次世界大战后，罗斯巴赫在法兰克福附近开了一家进出口公司。